# Joshua Tarling
Joshua Tarling (Aberaeron, 15 febbraio 2004) è un ciclista su strada e pistard britannico che corre per il team Ineos Grenadiers.
È professionista dal 2023, nello stesso anno diventa campione europeo nella cronometro.

## Palmarès

### Strada
- 2021 (Juniores)

Junior CiCLE Classic
Holt Racing Pembrey Crit9
2ª tappa Internationale Juniorendriedaagse (Axel > Axel, cronometro)
- 2022 (Juniores)

2ª tappa Isle of Man Tour
1ª tappa Tour de Gironde (Saint-Pierre-de-Bat > Saint-Pierre-de-Bat, cronometro)
Classifica generale Tour de Gironde
2ª tappa Trophée Centre Morbihan (Réguiny > Évellys, cronometro)
1ª tappa Junior Tour of the North West (Bashall Eaves > Bashall Eaves, cronometro)
2ª tappa Junior Tour of the North West (Bashall Eaves > Bashall Eaves)
Classifica generale Junior Tour of the North West
3ª tappa Saarland Trofeo (Zweibrücken > Zweibrücken, cronometro)
5ª tappa Junior Tour of Wales (Brynmawr > The Tumble)
Campionati mondiali, Prova a cronometro Junior
Chrono des Nations - Les Herbiers Vendée, Junior (cronometro)
- 2023 (Ineos Grenadiers, quattro vittorie)

Campionati britannici, Prova a cronometro Elite
2ª tappa Renewi Tour (Sluis > Sluis, cronometro)
Campionati europei, Prova a cronometro Elite
Chrono des Nations
- 2024 (Ineos Grenadiers, due vittorie)

1ª tappa Gran Camiño (La Coruña > La Coruña, cronometro)
Campionati britannici, Prova a cronometro Elite
- 2025 (Ineos Grenadiers, due vittorie)

2ª tappa UAE Tour (Isola di Hudayriyat > Isola di Hudayriyat, cronometro)
2ª tappa Giro d'Italia (Tirana > Tirana, cronometro)

#### Altri successi
- 2021 (Juniores)

Classifica sprint Internationale Juniorendriedaagse
Classifica combinata Internationale Juniorendriedaagse
- 2022 (Juniores)

Classifica sprint Trophée Centre Morbihan
Classifica scalatori Trophée Centre Morbihan
1ª tappa Junior Tour of Wales (Brynmawr > The Tumble, cronosquadre)
- 2023 (Ineos Grenadiers)

Classifica giovani Giro di Vallonia

### Pista
- 2021 (Juniores)

Campionati britannici, Corsa a punti Juniores
Campionati europei, Inseguimento a squadre Juniores (con Josh Charlton, Joshua Giddings e Ross Birrell)
Campionati europei, Omnium Juniores
- 2022

Campionati britannici, Inseguimento a squadre (con Rhys Britton, Joe Holt, Harvey McNaughton e William Roberts)
Campionati britannici, Corsa a punti
- 2023

Campionati europei, Inseguimento a squadre Under-23 (con Josh Charlton, Joshua Giddings e Noah Hobbs)
- 2024

Coppa delle Nazioni, Adelaide, Inseguimento a squadre (con Josh Charlton, Rhys Britton, William Tidball e Charlie Tanfield)

## Piazzamenti

### Grandi Giri
- Giro d'Italia

2025: ritirato (16ª tappa)
- Vuelta a España

2024: ritirato (9ª tappa)

### Classiche monumento
- Parigi-Roubaix

2023: fuori tempo massimo
2024: squalificato
2025: 52º
- Giro delle Fiandre

2024: 17°

### Competizioni mondiali
- Campionati del mondo su strada

Fiandre 2021 - Cronometro Junior: 2º
Fiandre 2021 - In linea Junior: 48º
Wollongong 2022 - Cronometro Junior: vincitore
Wollongong 2022 - In linea Junior: ritirato
Glasgow 2023 - Cronometro Elite: 3º
Zurigo 2024 - Cronometro Elite: 4º
- Giochi olimpici

Parigi 2024 - Cronometro: 4º
Parigi 2024 - In linea: 47º

### Competizioni europee
- Campionati europei su pista

Apeldoorn 2021 - Inseguimento a squadre Junior: vincitore
Apeldoorn 2021 - Omnium Junior: vincitore
Anadia 2022 - Inseguimento individuale Junior: 3º
Anadia 2022 - Inseguimento a squadre Junior: 3º
Anadia 2022 - Americana Junior: 3º
Sangalhos 2023 - Inseguimento individuale Under-23: 3º
Sangalhos 2023 - Inseguimento a squadre Under-23: vincitore 
- Campionati europei su strada

Drenthe 2023 - Cronometro Elite: vincitore
Drenthe 2023 - In linea Elite: ritirato